# Golunda
Golunda is een geslacht van knaagdieren uit de muizen en ratten van de Oude Wereld dat voorkomt van Zuidoost-Iran tot Nepal, Noord-India en Sri Lanka. Dit geslacht omvat één levende soort, Golunda ellioti, en minstens drie fossiele soorten (Golunda kelleri, Golunda dulamensis en Golunda tatroticus) uit India en Pakistan. Een fossiele Golunda-soort uit Ethiopië, Golunda gurai, is waarschijnlijk nauwer verwant aan Parapelomys. Latere fossielen van dit geslacht uit Egypte en Ethiopië zijn waarschijnlijk wel goed geïdentificeerd. G. tatroticus is de oudste soort en de voorouder van G. kelleri, waar zowel G. dulamensis als de levende G. ellioti van afstamt.
Dit geslacht wordt traditioneel als een nauwe verwant van de Afrikaanse geslachten Pelomys en vooral Mylomys gezien, maar een nauwkeurige studie van de morfologische kenmerken van beide geslachten ondersteunde die verwantschap niet. Ook analyses van DNA van G. ellioti spraken elk verband tussen deze Afrikaanse "Arvicanthini" en Golunda tegen. Het is vooralsnog onduidelijk wat de verwantschappen van dit geslacht zijn.
Dit geslacht heeft een vreemd gebit. De brede, oranje bovenvoortanden zijn gegroefd. De knobbels van de bovenkiezen zijn zeer groot, net als de derde bovenkies.
Abditomys · 
Abeomelomys · 
Aethomys · 
Anisomys · 
Anonymomys · 
Apodemus · 
Apomys · 
Archboldomys · 
Arvicanthis · 
Baiyankamys · 
Baletemys · 
Bandicota · 
Batomys · 
Berylmys · 
Brassomys · 
Bullimus · 
Bunomys · 
Canariomys · 
Carpomys · 
Chingawaemys · 
Chiromyscus · 
Chiropodomys · 
Chiruromys · 
Chrotomys · 
Coccymys · 
Colomys · 
Congomys · 
Conilurus · 
Coryphomys · 
Crateromys · 
Cremnomys · 
Crossomys · 
Crunomys · 
Dacnomys · 
Dasymys · 
Dephomys · 
Desmomys · 
Diomys · 
Diplothrix · 
Echiothrix · 
Eropeplus · 
Frateromys · 
Golunda · 
Gracilimus · 
Grammomys · 
Hadromys · 
Haeromys · 
Halmaheramys · 
Hapalomys · 
Heimyscus · 
Hybomys · 
Hydromys · 
Hylomyscus · 
Hyomys · 
Hyorhinomys · 
Kadarsanomys · 
Komodomys · 
Lamottemys · 
Leggadina · 
Lemniscomys · 
Lenomys · 
Lenothrix · 
Leopoldamys · 
Leporillus · 
Leptomys · 
Limnomys · 
Lorentzimys · 
Macruromys · 
Madromys ·
Malacomys · 
Mallomys · 
Malpaisomys · 
Mammelomys · 
Margaretamys · 
Mastacomys · 
Mastomys · 
Maxomys · 
Melasmothrix · 
Melomys · 
Mesembriomys ·
Micaelamys · 
Microhydromys · 
Micromys · 
Millardia · 
Mirzamys · 
Montemys · 
Mus · 
Musseromys · 
Mylomys · 
Myomyscus · 
Nesokia · 
Nilopegamys · 
Niviventer · 
Notomys · 
Ochromyscus · 
Oenomys ·
Otomys · 
Palawanomys · 
Papagomys · 
Parahydromys · 
Paraleptomys · 
Paramelomys · 
Parotomys · 
Paucidentomys · 
Paulamys · 
Pelomys · 
Phloeomys · 
Pithecheir · 
Pithecheirops · 
Pogonomelomys · 
Pogonomys · 
Praomys · 
Protochromys · 
Pseudohydromys · 
Pseudomys · 
Rattus · 
Rhabdomys · 
Rhynchomys · 
Saxatilomys ·
Serengetimys ·
Solomys · 
Sommeromys · 
Soricomys · 
Spelaeomys · 
Srilankamys · 
Stenocephalemys · 
Stochomys · 
Sundamys · 
Taeromys · 
Tarsomys · 
Tateomys · 
Thallomys · 
Thamnomys · 
Tokudaia · 
Tonkinomys ·
Tryphomys · 
Typomys · 
Uromys · 
Vandeleuria · 
Vernaya · 
Xenuromys · 
Xeromys · 
Zelotomys · 
Zyzomys